# 中山影視城
中山影视城，又称中山城（中央电视台中山基地），位于广东省中山市翠亨村，是以展现孙中山生平为主题的影视拍摄基地，国家5A级旅游景区孙中山故里旅游区的核心景区之一，占地面积300亩，分为中国景区、日本景区、英国景区、美国景区和展览馆区五大部分。

## 历史
1998年，为拍摄电视剧《孙中山》，中山市政府与中央电视台合作，投资1.3亿元在孙中山故里中山市翠亨村兴建占地260亩的影视基地，把孙中山一生中几个重要的人生转折点场景根据历史考据依比例缩小建造。1998年8月12日奠基，2001年3月18日正式对外开放。

## 景区

### 中国景区
分为展览馆区和参观景点区两大部分，设有中山舰场景展览馆、剧照展馆、中山近代名人馆以及南京中山陵、黄埔军校、南京总统府办公室、上海孙中山故居、广州廖仲恺何香凝住所、广州起义指挥部等景点，还建有具有岭南特色的广州街和观瀑亭景观。

### 日本景区
位于中山影视城的东北端，由200多米长的日本主街道、小巷回廊、神社庙宇等建筑构成，是目前国内最大的日本明治维新时期街景区。包括日本孙中山故居、日本中华革命党党部、日本廖仲恺何香凝住所、日本神社大殿、梅屋庄吉寓所等10多个景点。

### 英国景区
位于中山影视城西端，由英国建筑群、石砌街道、欧式花园等组成，包括英国大教堂、伦敦警察局、大清国驻英公使馆、上海宋氏三姐妹住处、孙中山伦敦蒙难处等10多个参观景点。

### 美国景区
位于中山影视城西端，主要由美国都市特色的纽约大街、美国西部乡镇特色的街道、美国华人社区三部分组成，主要有中国驻美商务代表处、唐人街同乡会馆等参观景点。

## 取景作品
在中山影视城取景的影视作品包括：
- 《孙中山》
- 《冼星海》
- 《中流击水》
- 《井冈山》
- 《叶挺将军》
- 《敌营十八年》
- 《下南洋》
- 《同捞同煲》
- 《东山飘雨西关晴》
- 《澳门人家》
- 《星辰大海》